# Alfred Müller AG
Die Alfred Müller AG mit Hauptsitz in Baar ist ein Schweizer Immobilienunternehmen. Der in zweiter Generation geführte Familienbetrieb verfügt nach eigenen Angaben über ein Immobilienportfolio im Wert von rund 1.9 Milliarden Schweizer Franken. Es wird ein Jahresumsatz von 300 Millionen Franken angegeben und man beschäftigt nach Unternehmensangaben 230 Mitarbeitende in Baar und in den Filialen Fribourg FR und Camorino TI. Die Alfred Müller AG plant, baut, vermarktet und bewirtschaftet Wohn- und Geschäftsimmobilien. 
Darüber hinaus betreibt das Unternehmen seit 1987 in der Gemeinde Baar eine Kompostier- und Vergäranlage. Darin werden aus den Grüngutabfällen der elf Zuger Gemeinden sowie zahlreicher Gewerbebetriebe aus der Region Kompost für die Landwirtschaft und Erdsubstrate für den Gartenbau hergestellt.
Von März 2013 bis 2022 war David Hossli Vorsitzender der Geschäftsführung. Ab Januar 2022 war Simone Findeis seine Nachfolgerin. Seit dem 1. Mai 2025 ist David Hossli CEO des Unternehmens.